# Ron Mueck
Hans Ronald Mueck (* 1958) je australský výtvarník žijící v Londýně známý díky svým obrovským avšak realistickým (hyperrealismus) sochám.
Jednotlivé práce Rona Muecka, dotýkající se například zrození člověka, mohou vyvolat určitý kontroverzní pocit. Ohromující na nich však zůstává autorovo bytostné znepokojení o osud člověka, lidské existence, které jeho jednotlivé figury, či jejich detaily vyjadřují. Strach člověka, jeho úzkost, tíseň ze ztráty vlastní identity a konce lidského bytí  ho provázejí po celou dobu jeho historie, ale jsou možná dnes, jak to cítí mnoho z nás, zase blíže svému konci.
Jeho takzvaný hyperrealismus je v podstatě realismus zbavený vší dostupné či aktuální ideologie. Vyjadřuje stav ohrožené a úzkostlivé mysli, lpící perfekcionisticky na každém detailu, která tak má skrýt realitu člověka těsně před jeho zhroucením.
V hyperrealismu prací mnoha autorů nacházíme často jen manýru, ideovou nálepku,  v lepším případě karikaturu, či jinou dobovou reflexi podléhající snobismu
a společenské poptávce.  Často při pohledu na ně vyvstávají na mysli mnohá nechvalně a některá i pochvalně známá díla socialistického realismu, jenomže s opačným ideologickým znaménkem. Z několika desítek prací, s nimiž jsem se seznámil (a proč to nepřiznat, doslova se mazlil s každým detailem, jako bych je znovu důvěrně objevoval), jen socha muže s andělskými křídly nese takovou ideovou nálepku. Možná autor chtěl vyjádřit touhu člověka překonat sám sebe, náboženskou zátěž, kterou představují v symbolické rovině křídla a zároveň jejich ošidnou dynamiku v podobě smrtící hrozby dnešního technologického  a geneticky zmutovaného vývoje. Možná, ale tato práce je paradoxně oněmi ideově a historicky zatíženými křídly zbavená své naléhavosti, neklidu, skrývaných pochyb, které se vpisují do ostatních soch lidí, uvězněných ve své sošnosti, duchovní formě či znaku naší doby, které je drtí možná víc, než kdyby byli spoutáni řetězy.
Ron Mueck fascinuje rovněž zapojením těchto soch lidí do prostoru, záměrně se vyhýbám adjektivu výstavní, a souzněním soch s těmi, kteří se stávají jeho součástí, ať už jsou to návštěvníci jeho děl, nebo jen kolemjdoucí, nic netušící lidé. Mueckova díla stírají hranice mezi vystavovaným a divákem, mezi uměním a skutečností, které se v blízkosti jeho soch lidí prolínají, oslovují, odrážejí, posmívají a možná že také chápou a sebe nacházejí. V reflexi s nimi dochází k neuvěřitelné věci, že vedle nabídnuté možností Mueckových prací stát se také jejich jedinečnou a neustále variující, obměňující se proměnnou částí jeho soch lidí, uvědomit si také vlastní identitu, její smysl, meze a směřování. Ne že by historie výtvarného umění takové sebe oslovující a provokující přelomové vhledy a jejich díla nenabízela. Určitě ano. Ale překvapuje, že zdánlivě do všech výtvarných detailů proniknutý a uchopený realismus, často odložený jako uznávaná manýra do řady světoznámých galerií po celém světě, tu v sochách lidí Rona Muecka ožívá s takovou vybuchující silou, v níž každý detail jakoby byl dření z neexistujícího skeletu našich osamělých a pustých duší.